# Reina Hispanoamericana 2025
Reina Hispanoamericana 2025 fue la 33.ª edición del certamen Reina Hispanoamericana, correspondiente al año 2025, la cual se llevó a cabo el 9 de febrero de 2025 en la ciudad de Santa Cruz de la Sierra, Bolivia. Candidatas de 25 países y territorios autónomos compitierón por la corona. Al final del evento, Maricielo Gamarra, Reina Hispanoamericana 2023-24 de Perú coronó a Día Maté de Filipinas como su sucesora.

## Resultados
| Posiciones                     | Candidata |
| Reina Hispanoamericana 2025    | - Filipinas - Día Maté |
| Virreina Hispanoamericana 2025 | - Venezuela - Sofía Fernández |
| Primera finalista              | - Colombia - Sharon Gamarra |
| Segunda finalista              | - España - Carolina Barroso |
| Tercera finalista              | - Perú - Nikkita Palma |
| Cuarta finalista               | - Brasil - Julia de Castro |
| Quinta Finalista               | - Polonia - Zuzanna Balonek |
| Top 12                         | - Bolivia - Estefanía Ibarra - Costa Rica - Catalina Murillo - Ecuador - Dagmar Prieto - Guatemala - Elizabeth Blanco ∆ - México - Daniela Cardona |

- ∆: entra al Top 12 al ser la más votada por el público.

## Gala de la Belleza Hispanoamericana
En el transcurso de la competencia, se realiza una diversa de visitas a los patrocinadores y lugares turísticas del país de Bolivia, en el cual se visitó la ciudad de Sucre, Tarija y Santa Cruz de la Sierra para realizar la gala de la belleza.
| Título               | Candidata                     |
| Miss Elegancia       | - Venezuela - Sofía Fernández |
| Mejor Traje Nacional | - Filipinas - Día Maté        |

## Candidatas
25 candidatas competirán por el título de Reina Hispanoamericana 2025:
| País/Territorio      | Candidata                           | Edad | Ciudad de Origen |
| Bolivia              | Yessica Estefanía Ibarra Córdova    | 29   | La Paz           |
| Brasil               | Júlia de Castro Rodrigues           | 27   | Divinópolis      |
| Canadá               | Mildred Rincón                      | 28   | Calgary          |
| Chile                | Beatriz Ignacia Vásquez Marchant    | 28   | Las Condes       |
| Colombia             | Sharon Gabriela Gamarra Acevedo     | 22   | Barranquilla     |
| Costa Rica           | María Catalina Murillo Gutiérrez    | 27   | Heredia          |
| Cuba                 | Taymi González Morera               | 24   | La Habana        |
| Ecuador              | Karelys Dagmar Prieto Mera          | 25   | Quevedo          |
| El Salvador          | Gabriela Alejandra Colindres García | 29   | San Salvador     |
| España               | Carolina Barroso Pérez              | 27   | Orense           |
| Estados Unidos       | Anapaula Morales                    | 24   | Miami            |
| Filipinas            | Deanna Marie Maté y Remulla         | 23   | Cavite           |
| Guatemala            | Mirian Elizabeth Blanco Recinos     | 28   | Jutiapa          |
| Guyana               | Tamara Reusch Salas                 | 21   | Santiago         |
| Honduras             | Daphne Cristel Gómez Paz            | 19   | Copan            |
| México               | Daniela Fernanda Cardona Rosales    | 24   | Ciudad de México |
| Nicaragua            | Leda Rodríguez Lanza                | 22   | Diriomo          |
| Panamá               | Katherine Marie Fuentes Bollmeyer   | 28   | Chiriqui         |
| Paraguay             | Carmen Acuña                        | 20   | Asunción         |
| Perú                 | Nikita Ángela Palma Gárate          | 24   | Huanchaco        |
| Polonia              | Zuzanna Balonek                     | 20   | Zator            |
| Puerto Rico          | Mayrian Eugenia Michel Barguez      | 21   | Ponce            |
| República Dominicana | Mariela Sofía Mota García           | 21   | Santo Domingo    |
| Uruguay              | Analía Gabriela Artigas Maldonado   | 27   | Rivera           |
| Venezuela            | Sofía Valentina Fernández Mendoza   | 20   | La Guaira        |

### Retiro
- Elena Mateo (Argentina) se retira de la competencia a tan solo un día de iniciar con las actividades, luego de sufrir una lesión que le impidió seguir en el certamen.

### Reemplazos
- Wanda Mota (Guyana) se retiró de la competencia por motivos desconocidos, en su lugar fue reemplazada por Tamara Reusch.

## Sobre los países en Reina Hispanoamericana 2025

### Naciones que debutan en la competencia
- Guyana
- Polonia

### Naciones que se retiran de la competencia
- Curazao
- Europa
- Indonesia
- Italia
- Portugal
- Trinidad y Tobago

### Naciones que regresan a la competencia
- Honduras y  Panamá que compitierón por última vez en 2022.